# Malaconothrus prismaticus
Malaconothrus prismaticus är en kvalsterart som beskrevs av Warburton 1912. Malaconothrus prismaticus ingår i släktet Malaconothrus och familjen Malaconothridae. Inga underarter finns listade i Catalogue of Life.